# 林金星
林金星（1961年—），男，汉族，中华人民共和国政治人物，中国致公党党员，曾任致公党中央委员、中国科学院植物研究所发育中心主任，第十一届全国政协委员。

## 生平
2008年，当选第十一届全国政协委员，代表农业界，分入第三十九组。并担任教科文卫体委员会专委。